# Luna 1
Luna 1 var en sovjetisk rumsonde der skulle vise at Sovjetunionens raketter var meget præcise. Månens diameter svarer til USA's bredde (4.811 km) men da Månen er længere væk (384.405 km mod 9.500 km) svarer det til at ramme Chicago, New York eller Washington D.C.. 
Luna 1 blev sendt mod Månen den 2. januar 1959 med en R-7 Semjorka-raket med et lille øvre trin. Luna 1 nåede op på 40.000 km i timen og undslap Jordens tyngdefelt. Luna 1 fløj forbi Månen i en afstand af 5.955 km (Månens diameter: 3.474 km), selvom det nok var meningen at ramme Månen.
Luna 1 blev dog den første sonde, der forlod Jordens tyngdefelt og Luna 1 endte i kredsløb om Solen.

## Fodnoter
1. ↑  Helle & Henrik stub´s "Rejsen ud i rummet -de første 50år

 Der er for få eller ingen kildehenvisninger i denne artikel, hvilket er et problem. Du kan hjælpe ved at angive troværdige kilder til de påstande, som fremføres i artiklen.

| Rumfart | Spire Denne artikel om rumfart er en spire som bør udbygges. Du er velkommen til at hjælpe Wikipedia ved at udvide den. |